# Still da Baddest
Albums de Trina
Glamorest Life
(2005) Amazin'
(2010)
Singles
1. Single Again
Sortie : 6 novembre 2007
2. I Got a Thang for You
Sortie : Février 2008
3. Look Back at Me
Sortie : Avril 2008

Still da Baddest est le quatrième album studio de Trina, sorti le 1er avril 2008.
L'album s'est classé 1er au Top R&B/Hip-Hop Albums et au Top Rap Albums et 6e au Billboard 200. 

## Liste des titres
| No  | Titre                                          | Contient un (des) sample(s) de                                                                                          | Durée |
| --- | ---------------------------------------------- | --- | ----- |
| 1.  | Intro                                          | | 1:00  |
| 2.  | Still Da Baddest                               | | 2:52  |
| 3.  | Killing You Hoes                               | | 3:33  |
| 4.  | Single Again                                   | | 3:23  |
| 5.  | Look Back at Me (featuring Killer Mike)        | | 4:13  |
| 6.  | I Got a Thang for You (featuring Keyshia Cole) | | 3:34  |
| 7.  | I Got a Bottle (featuring Missy Elliott)       | | 3:32  |
| 8.  | Wish I Never Met You (featuring Shonie)        | | 4:06  |
| 9.  | Clear It Out                                   | | 3:26  |
| 10. | Stop Traffic (featuring Pitbull)               | | 3:27  |
| 11. | Phone Sexx (featuring Qwote)                   | | 4:07  |
| 12. | Hot Commodity (featuring Rick Ross)            | Here We Go de Minnie Riperton featuring Peabo Bryson The Magic Mirror (Extrait du film Blanche-Neige et les Sept Nains) | 3:54  |

| 13. | Crash My Party                                | 3:31 |
| 14. | I Got a Problem (featuring Chris J. et Plies) | 5:40 |
| 15. | Lame!                                         | 4:54 |

| 13. | You Ain't Nothing | 3:12 |